# Aplysina clathrata
Aplysina clathrata is een gewone sponsensoort uit de familie van de Aplysinidae. De wetenschappelijke naam van de soort is voor het eerst geldig gepubliceerd in 2012 door Cruz-Barraza, Carballo, Rocha-Olivares, Ehrlich & Hog.